# Sinne
Sinne is een restaurant in Amsterdam, Nederland. Het restaurant heeft sinds 2015 een Michelinster.
GaultMillau kende het restaurant in 2016 14 van de 20 punten toe.
Eigenaars van Sinne zijn Suzanne Sluijter en Alexander Ioannou, respectievelijk sommelier en chef-kok.